# Andrías
Andrías (en griego antiguo: Ἀνδρίας) fue un antiguo alfarero griego, probablemente activo en la isla de Tera en el siglo VII a. C.
La inscripción de Andrias se conoce por la firma de un nombre en un modelo de arcilla. Este modelo es una casa con antas encontrada en la necrópolis de Sellada. El modelo de casa está datadado en el tercer cuarto del siglo VII a. C.